# Playa de Ondarreta
La playa de Ondarreta es una playa urbana de la ciudad de San Sebastián (España) situada en la bahía de La Concha. 
Ondarreta es la más occidental de las playas donostiarras y la de menor longitud, aunque debido a su localización su anchura media sea mayor que la de la playa de La Concha por estar menos expuesta a la variación de las mareas. De hecho, pese a tener una longitud menor de la mitad de la longitud de playa de La Concha, su superficie media, de 60 000 m², es 6000 m² mayor que la de esta última.
Su perfil es más juvenil e informal que el de la playa de La Concha, aunque su uso es igualmente masivo. Antes de la reforma profunda acometida en la Playa de La Zurriola era frecuentada para la práctica del surf, que hoy se ha trasladado por completo a esta última. La playa cuenta con vestuarios, duchas y baños públicos, y dispone de una cafetería.
El paseo de Ondarreta, que bordea la playa, dispone de varios tramos con la famosa barandilla de La Concha, mientras que otros están abiertos a la playa, al ser la diferencia de cotas entre ambos de unos pocos metros. Junto al paseo hay unos jardines en los que se encuentra una escultura de comienzos del siglo XX de la reina María Cristina. Los edificios cuyas fachadas dan al paseo tienen poca altura: se trata de villas independientes de pocos pisos.

## Enlaces externos

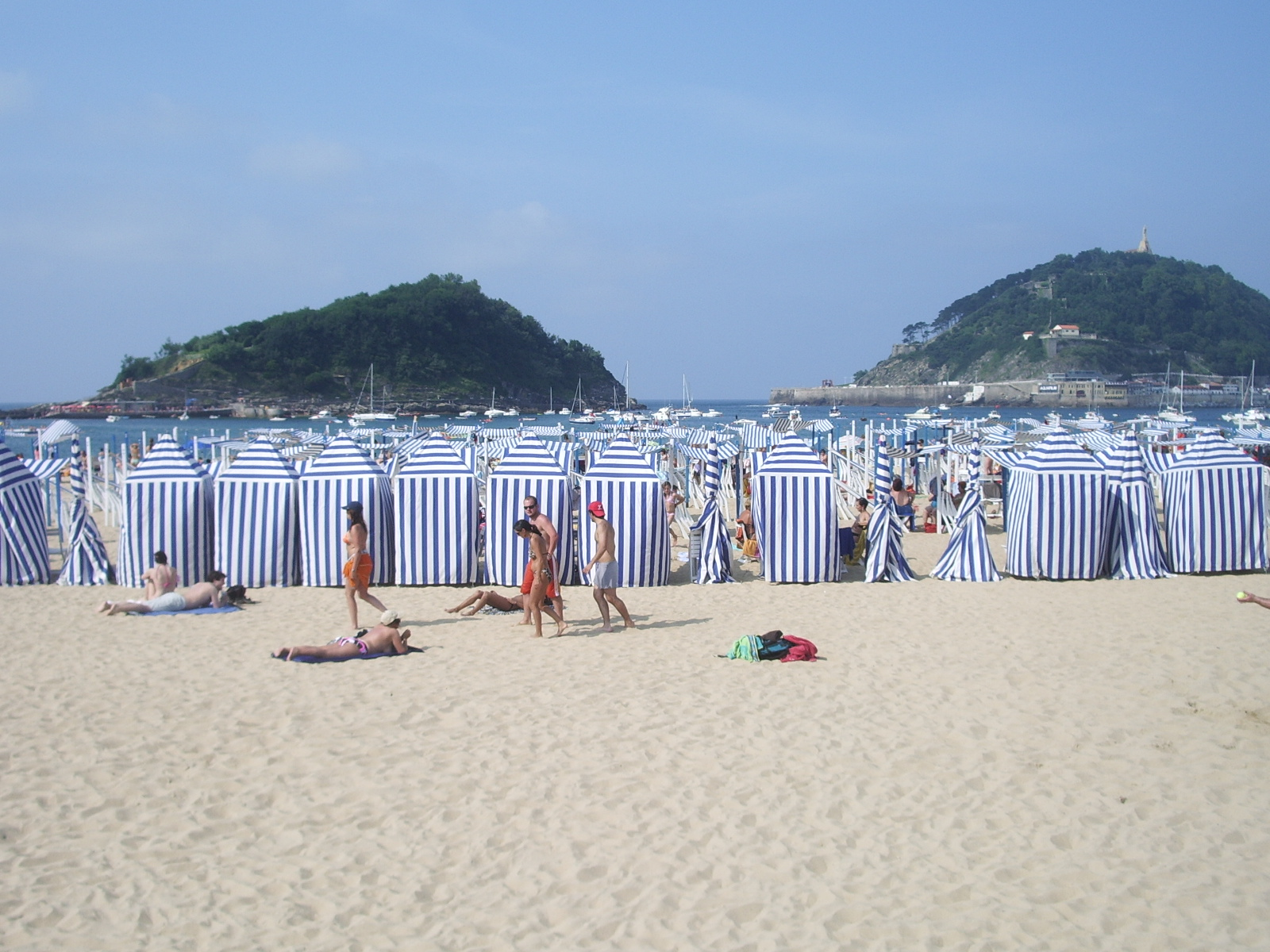
Playa de Ondarreta.